# Librojuego

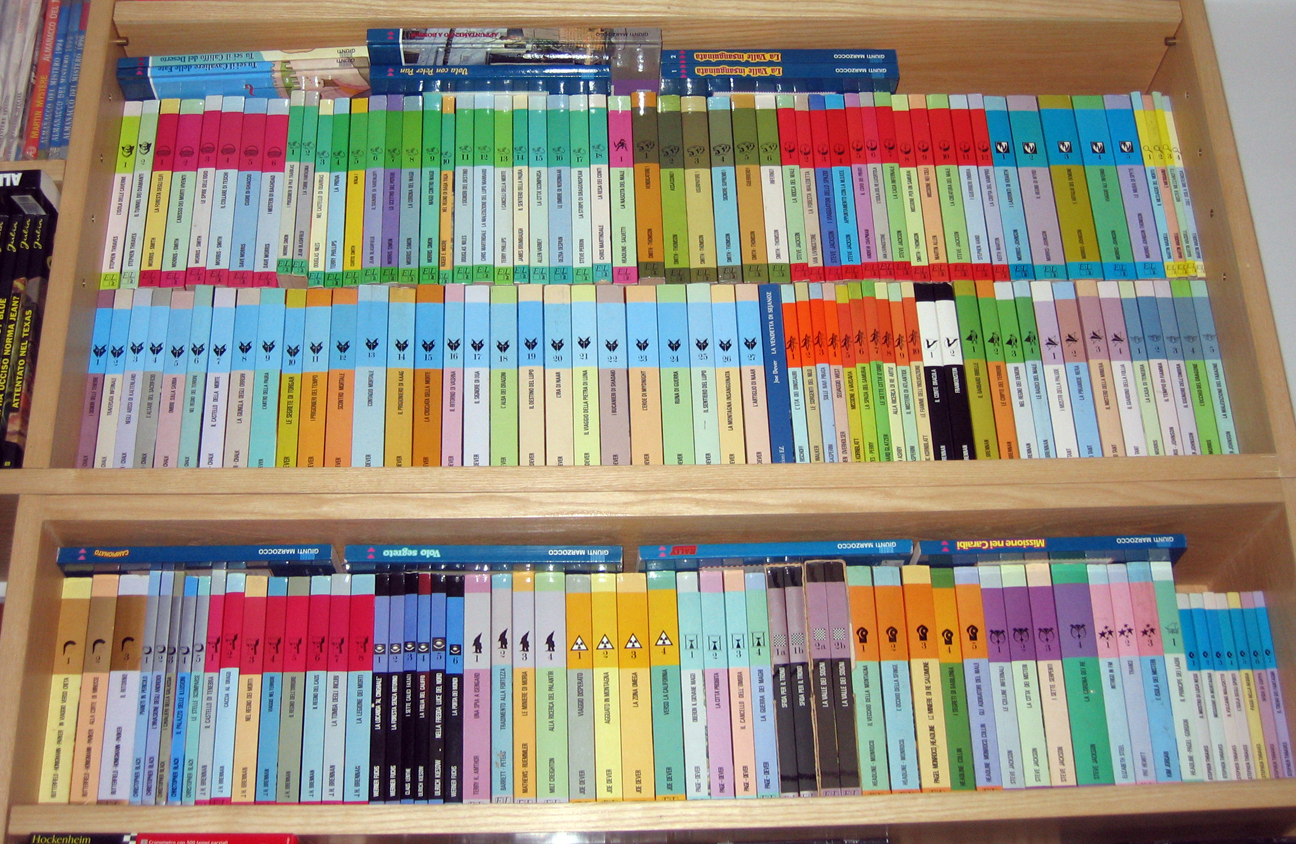
Foto de libros de juegos italianos llamados "Librojuego".

Un librojuego (plural librojuegos) es una obra literaria escrita en la que el autor pretende involucrar al lector en el seno de la historiapermitiéndole decidir sobre el curso de esta. Para reforzar tal implicación, suele usarse la segunda persona del singular (tú, lector). Un librojuego es una obra de ficción impresa que permite al lector participar en la historia tomando decisiones. La narrativa se ramifica a lo largo de varios caminos, generalmente mediante el uso de párrafos o páginas numeradas. Por lo general, ninguna de las narraciones sigue los párrafos de una manera lineal u ordenada. Los librojuegos son llamados a veces libros de elegir tu propia aventura (Choose your own adventure en inglés) en honor a la influyente serie Elige tu propia aventura publicada originalmente por la editorial estadounidense Bantam Books. Los librojuegos influyeron en la ficción hipertextual.
La producción de nuevos librojuegos en occidente disminuyó drásticamente durante la década de 1990 en tanto las historias basadas en opciones se alejaron de los medios impresos, si bien el formato puede estar cobrando nueva vida en plataformas móviles y en libros electrónicos. Estos librojuegos digitales se consideran ficción interactiva.

## Características
Los librojuegos no se leen de principio a fin, sino que, llegados a determinados puntos, ofrecen al lector opciones sobre las acciones que puede realizar el personaje que éste encarna (suelen estar escritos en segunda persona). Cada opción mostrada indica un número de página por donde la historia continúa acorde con la acción escogida.
Sin embargo, con su posterior evolución, estas páginas pasaron a ser secciones más breves que permitiesen ampliar la extensión de las obras, y se añadió la inclusión de dados y ficha de personaje al inicio de la aventura.
Conceptualmente, los librojuegos pueden verse como estructuras en árbol, donde las páginas estarían representadas por las hojas y las opciones por las ramas.
Los librojuegos clásicos suelen ser de papel y encuadernación, como, por ejemplo, los libros de la colección Elige tu propia aventura, editados en la década de 1980 y enfocados a un público juvenil.
Posteriormente y debido al auge de la ciencia computacional, existen los equivalentes electrónicos a los librojuegos, en forma de programas de ordenador, como, por ejemplo, PAEE, también conocidas como aventuras (de texto) por menús por cierta similitud con las aventuras conversacionales. Los últimos librojuegos editados a día de hoy se comercializan también en versiones para iOS y Android.
Los librojuegos varían desde novelas con tramas ramificadas, que requieren que el lector tome decisiones, pero son por lo demás novelas normales, en un extremo, hasta lo que equivale a "aventuras de juegos de rol en solitario" o "librojuegos de aventura", que pueden incluir reglas sofisticadas para luchar contra monstruos o superar obstáculos, en el otro. En otras palabras, en la segunda categoría, la historia puede decidirse por factores distintos a las elecciones del lector, por ejemplo tiradas de dados o quedarse sin puntos de vida.
En todos los librojuegos, la historia se presenta en una serie de secciones de texto impreso. Con frecuencia, estas secciones están numeradas, aunque este no siempre es el caso. En las novelas con tramas ramificadas las secciones suelen ser de varias páginas, mientras que en los librojuegos solitarios y de aventuras las secciones no suelen ser de más de uno o dos párrafos. La intención no es que se lean en orden. En cambio, al final de una sección de texto, al lector normalmente se le da una opción de ramas narrativas que puede seguir. Cada rama contiene una referencia al número del párrafo o página que debe leerse a continuación si se elige esa rama (por ejemplo, para ir al norte, vaya a la sección 98). Por tanto, la narración no avanza linealmente a lo largo del libro ni sigue los párrafos en orden numérico. La historia continúa de esta manera hasta que un párrafo o página termina esa rama de la historia. Muchos librojuegos en solitario o de aventuras tienen un único final "exitoso", mientras que el resto son "fracasos". Por lo tanto, un librojuego se convierte en una suerte de "acertijo", ya que solo unos pocos de los caminos en los que se ramifica, o incluso uno solo, conducen a la victoria. Las novelas de tramas ramificadas, por otro lado, tienden a estar más centradas en la resolución narrativa que en ganar o perder, por lo que a menudo tienen varios finales que pueden considerarse igualmente "exitosos".
Los librojuegos son generalmente lineales, es decir que el lector no puede regresar a un pasaje anterior, lo que significa que la narrativa forma lo que en la teoría de grafos se considera un árbol con raíz dirigido. Hay muchas excepciones. 
Los librojuegos se escriben normalmente en segunda persona y el lector asume el papel de un personaje para experimentar el mundo desde su punto de vista (por ejemplo, "entras al frío y oscuro bosque").
Muchos librojuegos forman series con un tema, una imagen comercial o un conjunto de reglas en común. Si bien cada libro es típicamente una narrativa independiente, hay series de librojuegos como Brujos y Guerreros que continúan la narrativa de los libros anteriores de la serie.

## Historia

### Orígenes
Hay varios ejemplos de obras de arte tempranas con narrativas ramificadas. La novela romántica ¡Considera las consecuencias! de Doris Webster y Mary Alden Hopkins fue publicada en los Estados Unidos en 1930 y cuenta con "una docena o más" de finales diferentes según el "gusto del lector individual". La obra de teatro La noche del 16 de enero de Ayn Rand de 1936, sobre un juicio, es inusual en que miembros del público son elegidos para interpretar al jurado y emitir un veredicto, que luego influye en el final de la obra: culpable o no culpable.
También muy anteriormente, Jorge Luis Borges sugirió en su cuento "Examen de la obra de Herbert Quain" (1941) la posibilidad de tener historias que se ramifiquen en varios caminos diferentes. Esta historia presenta a un autor cuya novela es una historia en tres partes que contiene dos ramificaciones y nueve posibles finales. Otra historia de Borges, titulada "El jardín de senderos que se bifurcan " (1941), también describe un libro con una narrativa en forma de laberinto, que puede haber inspirado la forma del librojuego. El libro para niños Treasure Hunt, publicado en 1945 en la Gran Bretaña bajo el nombre de "Alan George" (probablemente un seudónimo), es otro ejemplo antiguo de una historia con múltiples caminos a seguir por el lector.
Los materiales de aprendizaje programado, propuestos por primera vez por B. F. Skinner, han sido reconocidos como una influencia temprana en el desarrollo de libros con rutas ramificadas. Este método de enseñanza se aplicó por primera vez en la serie de libros de texto interactivos TutorText, publicados desde finales de la década de 1950 hasta principios de la de 1970. Estos libros le presentan al lector una serie de problemas relacionados con un área particular de estudio, lo que le permite elegir entre varias respuestas posibles. Si la respuesta a un problema es correcta, el lector pasa al siguiente problema. Si la respuesta es incorrecta, el lector recibe retroalimentación y se le pide que elija una respuesta diferente. Esta técnica educativa formaría la base de muchas series de librojuegos narrativos posteriores.
Durante la década de 1960, autores de varios países empezaron a experimentar con ficción que contuviera múltiples caminos o finales. Algunas obras literarias en esta línea incluyen la novela en francés L'ironie du sort (1961) de Paul Guimard, las novelas en español Rayuela (1963) de Julio Cortázar y Juego de cartas (1964) de Max Aub, y las obras del grupo literario francés conocido como Oulipo (1967). Otros experimentos tempranos incluyen los cuentos "Alien Territory" y "The Lost Nose: a Programmed Adventure" (ambos de 1969) de John Sladek, la novela The French Lieutenant's Woman (1969) de John Fowles y la colección de cuentos titulada Tante storie per giocare (Tantas historias por jugar, 1971) del autor italiano Gianni Rodari .
En conjunto, estas influencias pueden haber contribuido al desarrollo de varios de los librojuegos pioneros en las décadas de 1960 y 1970. Estos incluyen Lucky Les de E. W. Hildick (1967), State of Emergency de Dennis Guerrier y Joan Richards (1969), y el libro en sueco Den mystiska påsen (La Bolsa Misteriosa, 1970) de Betty Orr-Nilsson, entre otros.

### Avances y popularización
La primera serie de librojuegos propiamente dicha parece haber sido Tracker Books, publicada por Transworld en el Reino Unido entre 1972 y 1980. Esta serie incluye aventuras en una variedad de géneros como ciencia ficción, misterio y deportes. Mientras tanto, en los EE. UU., la serie The Adventures of You apareció en 1976-77, con dos títulos que luego se convertirían en parte de la innovadora serie Elige tu propia aventura: Sugarcane Island de Edward Packard y Journey Under the Sea de R. A. Montgomery .
Juegos de rol de mesa como Dungeons & Dragons fueron otra influencia temprana que contribuiría de manera importante al desarrollo de la forma del librojuego. El primer módulo que combinó una narrativa de ruta ramificada con un conjunto de reglas de juego de rol fue Buffalo Castle para el sistema Tunnels & Trolls (1975). Buffalo Castle fue innovador para su época, ya que permitía al lector experimentar una sesión de juego de rol sin necesidad de un director de juego. Muchas otras aventuras en solitario para el sistema T&T, así como solos en otros juegos de rol de mesa han seguido en esta línea.
La primera serie de librojuegos de éxito comercial fue la serie Elige tu propia aventura, que estableció la tradición "estadounidense" de librojuegos. La tradición "británica", ejemplificada en la serie Fighting Fantasy, fue, por el contrario, un poco más reciente. Los librojuegos británicos se diferencian de la tradición estadounidense por tener reglas más fuertemente influenciadas por la mecánica de los juegos de rol.

#### En los Estados Unidos (Finales de la década de 1970 en adelante)
The Adventures of You, una serie de dos libros escrita por Edward Packard y R. A. Montgomery e inicialmente publicada por Vermont Crossroads Press, sentó las bases para el aumento posterior en la popularidad del formato de librojuegos. Sugarcane Island de Edward Packard fue escrito en 1969 pero no se publicó hasta 1976. Se convirtió en una serie cuando se publicó Journey Under the Sea de R. A. Montgomery en 1977. Les seguirían dos librojuegos independientes escritos por Packard, ambos publicados por Lippincott: Deadwood City (1978) y The Third Planet from Altair (1979). Si bien estos primeros esfuerzos alcanzaron al parecer cierta popularidad entre los lectores, ninguno de ellos (ni el formato del librojuego en general) tenía aún un editor con la fuerza de marketing necesaria para que se hicieran disponibles para un público masivo.
Packard y Montgomery llevaron la idea de publicar libros interactivos a Bantam, y así nació la serie Elige tu propia aventura (CYOA por sus siglas en inglés) en 1979, comenzando con The Cave of Time. La serie se hizo inmensamente popular en todo el mundo y varios títulos se tradujeron a más de 25 idiomas. La serie alcanzó la cima de su popularidad entre los niños durante la década de 1980. Fue durante este período que Bantam lanzó varias otras series interactivas para capitalizar la popularidad del medio (algunos ejemplos son: Elige tu propia aventura para lectores más jóvenes, La máquina del tiempo y Hazte espía interplanetario). Muchos otros editoriales estadounidenses lanzaron sus propias series para competir con CYOA.
Uno de los competidores más populares parece haber sido la TSR, que lanzó varias novelas de ramificaciones basadas en sus propios juegos de rol. La serie más famosa de TSR fue Endless Quest (1982–). Otro competidor fuerte fue Ballantine con su serie Find Your Fate (Encuentra tu destino), que presentaba aventuras en los universos de Indiana Jones, James Bond y Doctor Who. El famoso autor R. L. Stine escribió varios libros para esta línea, incluido The Badlands of Hark, así como para otras series como Wizards, Warriors and You. Varias series derivadas de Elige tu propia aventura y muchas series de la competencia se tradujeron a otros idiomas.

#### Reino Unido (principios de la década de 1980 en adelante)
Una de las series de libros de juegos más influyentes y populares fue la serie Fighting Fantasy, que comenzó en 1980 cuando un representante del editorial Puffin vio un salón lleno de 5000 personas jugando Dungeons & Dragons y le pidió a Ian Livingstone y Steve Jackson que hicieran un libro sobre juegos de rol. Estos, en cambio, les ofrecieron la idea de un libro que simulara la experiencia de los juegos de rol. Al cabo de un año, presentaron al editorial un libro con el nombre de TThe Magic Quest que Puffin estuvo de acuerdo en publicar. Tras seis meses más desarrollando el concepto, se publicó bajo el nombre de The Warlock of Firetop Mountain en 1982.
Otra serie notable de librojuegos del Reino Unido es Lobo Solitario, desarrollada por Joe Dever en 1984. Al igual que Fighting Fantasy, el escritor era un jugador experimentado de Dungeons & Dragons que desarrolló el escenario de Lobo Solitario para sus campañas. Sin embargo, los libros estaban inspirados también en textos medievales como Sir Gawain y el Caballero Verde y La Muerte de Arturo.
Grailquest es una serie de libros de juegos escritos por J. H- Brennan (también en 1984) que también se inspiraron en las leyendas artúricas. Centrados principalmente en Avalon, hacen uso de un sistema basado en dados. 
The Way of the Tiger, un librojuego de temática japonesa de Mark Smith y Jamie Thomson (1985), también es una publicación notable del Reino Unido.[cita requerida]

#### Fuera del mundo de habla inglesa (mediados de la década de 1980 en adelante)
Libros de ramificaciones también comenzaron a aparecer durante la década de 1980 en varios otros países, incluidos España, Francia, México, Chile, Dinamarca y Japón.
A pesar del dominio de las obras que se traducían del inglés en la mayoría de los países de habla no inglesa, se ha publicado una cantidad considerable de librojuegos originales, tanto libros individuales como series, en varios países. Este es especialmente el caso en Francia (por ejemplo, la serie La Saga du Prêtre Jean ) y en Japón (p. ej. la serie de Super Adventure Game del editorial Tokyo Sogensha y la serie Bouken Gamebook del editorial Futabasha).
En algunos otros países, la publicación tanto de series traducidas como de libros originales comenzó en años posteriores. Por ejemplo, los primeros libros originales en Brasil e Italia parecen haber aparecido en la década de 1990.

#### Europa del Este (finales de la década de 1980 en adelante)
Las ediciones traducidas de Elige tu propia aventura, Fighting Fantasy y otras series en inglés solo aparecieron en los países de Europa del este después de la caída del comunismo.
Desde mediados de la década de 1980 se han publicado en Polonia alrededor de 90 librojuegos, no solo como libros impresos, sino también como cómics, libros electrónicos o aplicaciones móviles. El autor del mayor número de títulos (14) es Beniamin Muszyński. Los fanáticos también escriben y autopublican regularmente librojuegos polacos.
En la década de 1990, el género de los librojuegos se hizo muy popular en Bulgaria durante aproximadamente diez años. Mientras que series de renombre internacional como Elige tu propia aventura y Fighting Fantasy se tradujeron para el mercado búlgaro, las obras de numerosos autores búlgaros de librojuegos fueron las más populares entre los lectores.
Durante el pico de popularidad de los librojuegos en Bulgaria, las editoriales búlgaras creían que solo los autores occidentales venderían y, como consecuencia, prácticamente todos los autores de librojuegos búlgaros adoptaron seudónimos en inglés. Esta tradición persistió después de que se revelara públicamente su nacionalidad. Un número menor de autores húngaros también adoptó seudónimos occidentales, además de "títulos oficiales" que también estaban en inglés.
Se han lanzado varios librojuegos de aventuras en la República Checa y Rusia. En Azerbaiyán, la novela de Narmin Kamal, Open It's Me, ofrece al lector la opción de leer el libro como una colección aleatoria de treinta y nueve cuentos sobre el mismo personaje o como una sola novela. Se publica una foto del héroe del libro en la página final y el autor le hace preguntas al lector sobre el personaje.

### Declive y resurgimiento (década de 1990 en adelante)
El auge comercial de libros de rutas ramificadas decayó a principios de la década de 1990 y el número de nuevas series disminuyó. Sin embargo, hasta el día de hoy se siguen publicando nuevos libros de rutas ramificadas en varios países e idiomas. Elige tu propia aventura se convirtió en la serie de libros de juegos de mayor duración con 185 títulos. La primera edición de la serie terminó en 1998.
R. A. Montgomery comenzó a relanzar algunos títulos de Elige tu propia aventura en 2005. Su empresa también ha lanzado algunos títulos nuevos. Al día de hoy, se siguen publicando nuevos libros y series en otros países. Ejemplos son la serie 1000 Gefahren en Alemania y la serie Tú decides la aventura en España. La sexagésima y "perdida" entrega de la serie Fighting Fantasy, Bloodbones, fue finalmente publicada por Wizard en 2006.
En años recientes, el formato puede estar cobrando una nueva vida en las plataformas móviles y de libros electrónicos.

## Tipos
Este tipo de libro se veía predominantemente como una forma de entretenimiento para niños. No obstante, había libros con fines más didácticos (que iban desde series históricas como la mencionada La máquina del Tiempo hasta libros de temática religiosa como la serie Making Choices). Asimismo, algunos libros de rutas ramificadas estaban dirigidos a adultos, desde simulaciones de negocios hasta obras eróticas.

### Ficción convencional
Salvo las obras mencionadas de Dennis Guerrier en la década de 1960, uno de los primeros ejemplos de esta forma es la serie Barcelona, Máxima Discreción, de cinco volúmenes, que adaptó el género de novela negra a un formato interactivo. Publicada en la década de 1980, esta serie solo estaba disponible en catalán y castellano.
Heather McElhatton publicó un exitoso librojuego para adultos en 2007, llamado Pretty Little Mistakes: A Do-Over Novel. Le siguió una secuela titulada Million Little Mistakes publicada en 2010.
Algunas novelas literarias contemporáneas han utilizado el formato de librojuegos, incluyendo Life's Lottery (1999) de Kim Newman e If de Nicholas Bourbaki (2014).

### Educación
En 2011, McGraw-Hill Education comenzó a publicar adaptaciones de los títulos originales Elige tu propia aventura como libros fáciles para el aprendizaje de idiomas. Las historias fueron recontadas en un lenguaje simplificado y se reorganizaron las tramas, con el fin de hacerlas más fáciles de jugar para lectores aprendiendo inglés. El formato de elección de los librojuegos ha demostrado ser popular entre maestros de inglés como una forma de motivar a estudiantes reacios, de enfocarse en habilidades de pensamiento crítico y de organizar actividades en el aula.

### Erótica
Editoriales grandes han publicado varios librojuegos eróticos. En 1994, Derrière la porte de Alina Reyes fue publicado por Pocket Books France y Éditions Robert Laffont, y luego traducido al inglés para Grove Press y Weidenfeld & Nicolson (con el título Behind Closed Doors ) y al italiano para Ugo Guanda Editore (con el título Dietro le porte). Melcher Media en 2003 publicó dos libros de "Elige tu propia aventura erótica" para Gotham Books, perteneciente a Penguin Books, incluyendo Kathryn in the City de Mary Anne Mohanraj, una conocida escritora de erótica.

### Aventuras de juego de rol en solitario
Las aventuras en solitario fueron un desarrollo paralelo. Este tipo de libro está destinado a permitir que una sola persona use las reglas de un juego de rol para experimentar una aventura sin necesidad de un director de juego. Las primeras aventuras de juego de rol en solitario que se publicaron fueron las que usaban el sistema Tunnels & Trolls, comenzando con el libro Buffalo Castle en 1976, lo que convirtió a Tunnels & Trolls en el primer juego de rol en apoyar el juego en solitario. Flying Buffalo publicó 24 libros de aventuras en solitario (además de varias aventuras de bolsillo) en el período entre 1976 y 1993. Algunas de estas aventuras todavía se imprimen en la actualidad. Tuvieron mucho éxito entre jugadores de juegos de rol e inspiraron a muchos imitadores.
Otro juego de rol temprano con módulos para el juego en solitario fue The Fantasy Trip. El primer módulo de este tipo fue Death Test, publicado en 1978. Se lanzaron ocho aventuras en total. Un aspecto que los distingue fue la necesidad de usar miniaturas y un mapa hexadecimal para aprovechar los sistemas de combate y movimiento. Estas aventuras también fueron muy populares e influyentes.
Entretanto, varios editoriales de tercera comenzaron a publicar aventuras en solitario destinadas a su uso para sistemas de juegos de rol populares. Algunas de las primeras aventuras en este sentido fueron The Solo Dungeon (1978) del autor británico Richard Bartle, y Survival of the Fittest (1979), publicado por Judges 'Guild en los Estados Unidos. Ambas aventuras estaban destinadas a usarse con las reglas de Dungeons & Dragons.
Las aventuras de juegos de rol en solitario también experimentaron un auge en la década de 1980. Muchos reglamentos de juegos de rol incluían aventuras en solitario que estaban destinadas a enseñar los sistemas de reglas a los jugadores. Algunas empresas lanzaron líneas de aventuras en solitario para sus propios juegos. Ejemplos de juegos con prolíficas líneas de juego en solitario fueron Dungeons & Dragons, GURPS, El Ojo Negro, DC Heroes y La Llamada de Cthulhu. Algunos editoriales de tercera continuaron lanzando aventuras en solitario para sistemas de rol establecidos (incluyendo Judges 'Guild, que lanzó solos para Advanced Dungeons & Dragons). Aventuras en solitario también aparecían con bastante frecuencia en revistas profesionales y fanzines de juegos de rol. Varias aventuras en solitario (como las de Tunnels & Trolls, Dungeons & Dragons y El Ojo Negro) se tradujeron a otros idiomas.
Como sucedió con otros tipos de librojuegos, la producción de aventuras de rol en solitario disminuyó drásticamente durante la década de 1990. Sin embargo, se siguen publicando nuevos solos hasta el día de hoy. Algunas empresas continúan produciendo aventuras en solitario para Tunnels & Trolls. También hay nuevas aventuras en solitario para una variedad de sistemas, e incluso algunas influenciadas por los solos de Fantasy Trip (como los de Dark City Games). La internet ha creado un canal para que se distribuyan aventuras en solitario, en tanto aventuras tanto gratuitas como comerciales se hacen disponibles como documentos electrónicos.

### Aventuras
Los librojuegos de aventuras incorporan elementos de los libros Elige tu propia aventura y aventuras de juegos de rol en solitario. Los libros incluyen un formato de rutas ramificadas para moverse entre secciones del texto, pero el lector crea un personaje como en un juego de rol y resuelve acciones usando un sistema de juego. A diferencia de las aventuras de juego de rol en solitario, los librojuegos de aventuras incluyen en cada libro todas las reglas necesarias para jugar. Los librojuegos de aventuras generalmente no se dividen en páginas numeradas, sino en secciones de texto numeradas, de modo que varias secciones pueden caber en una sola página, o una sola sección puede abarcar varias páginas.
The Warlock of Firetop Mountain se publicó en 1982, el primero de lo que se convirtió en la serie de librojuegos Fighting Fantasy, una de las primeras series de librojuegos de aventuras. Con más de 60 títulos, e incluyendo una variedad de spin-offs, la serie popularizó el formato de librojuegos en el Reino Unido y muchos otros países, como Canadá, Australia, Nueva Zelanda, Sudáfrica, Singapur, Estados Unidos, Portugal, Tanzania, Brasil, España, Francia, Alemania, Italia, Dinamarca, Israel, Japón y, tras la caída del comunismo, Europa del este.
Varios autores en diferentes países continúan publicando librojuegos de aventuras durante la década de 2010. Ejemplos notables son los autores alemanes de fantasía Wolfgang Hohlbein, Markus Heitz y Lemonbits, y el autor británico Jonathan Green.[cita requerida] Los librojuegos de aventuras experimentaron un auge editorial en la década de 1980, sobre todo en el Reino Unido, Estados Unidos, Italia y Francia. Series británicas como Fighting Fantasy, Lobo Solitario y The Way of the Tiger se tradujeron a varios idiomas y se hicieron muy populares en todo el mundo. El auge disminuyó considerablemente en la década de 1990, siendo Fabled Lands la última gran serie británica de librojuegos. En la década de 2000, surgieron reediciones de las series Fighting Fantasy y Lobo Solitario, que obtuvieron cierto éxito comercial.[cita requerida]

### Juegos interactivos en DVD
En 2002, Disney lanzó una película en DVD titulada "Tarzan y Jane" en donde incluía como contenido extra un juego interactivo llamado "Las Aventuras de Tarzan y Jane (Tarzan and Jane Adventure Builders)". El juego consiste en tomar decisiones al final de los segmentos de las historias mientras el elefante Tantor nos narra los sucesos. El juego incluye escenas de la serie de televisión que nunca llegaron íntegramente en DVD.

### Libros de Escape
La publicación de Escape book de Iván Tapia en 2017 supuso el punto de partida de una nueva tendencia dentro del ámbito de los Librojuegos. Nacidos como una traspolación literaria de las escape room, en los escape Books (o libros de escape), la interactividad no está basada en la toma de decisiones por parte del lector, sino en la resolución de enigmas y acertijos que se plantean como parte integrante de la historia. Así, la resolución del enigma está relacionada con la página en la que continúa la historia, de modo que el libro no puede ser leído sin antes superar el desafío planteado. Las obras subsiguientes del mencionado Iván Tapia (Escape book 2, Escape book 3, Escape book junior...) constituyen el paradigma de este nuevo subgénero, al que pronto se le añadieron otros ejemplos. Numerosas franquicias, generalmente enfocadas a un público infantil (Gerónimo Stilton, Playmobil...) ofrecieron propuestas en este sentido, aunque también hubo series que surgieron por completo al amparo del nuevo fenómeno, como Escapistas de Ximo Cerdà.